# Linienkreuz U2/U5

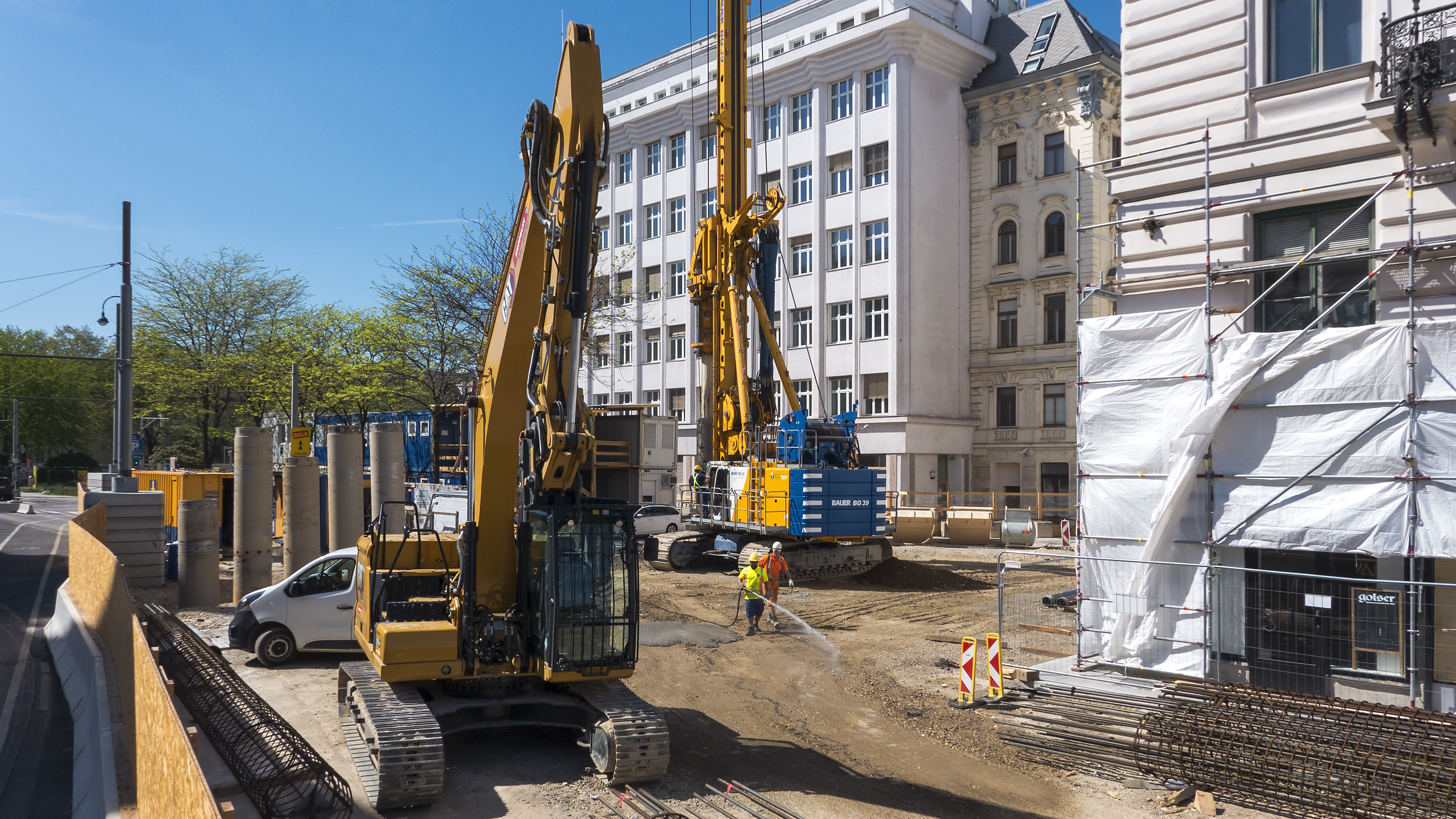
U5-Baustelle Frankhplatz, Mai 2021

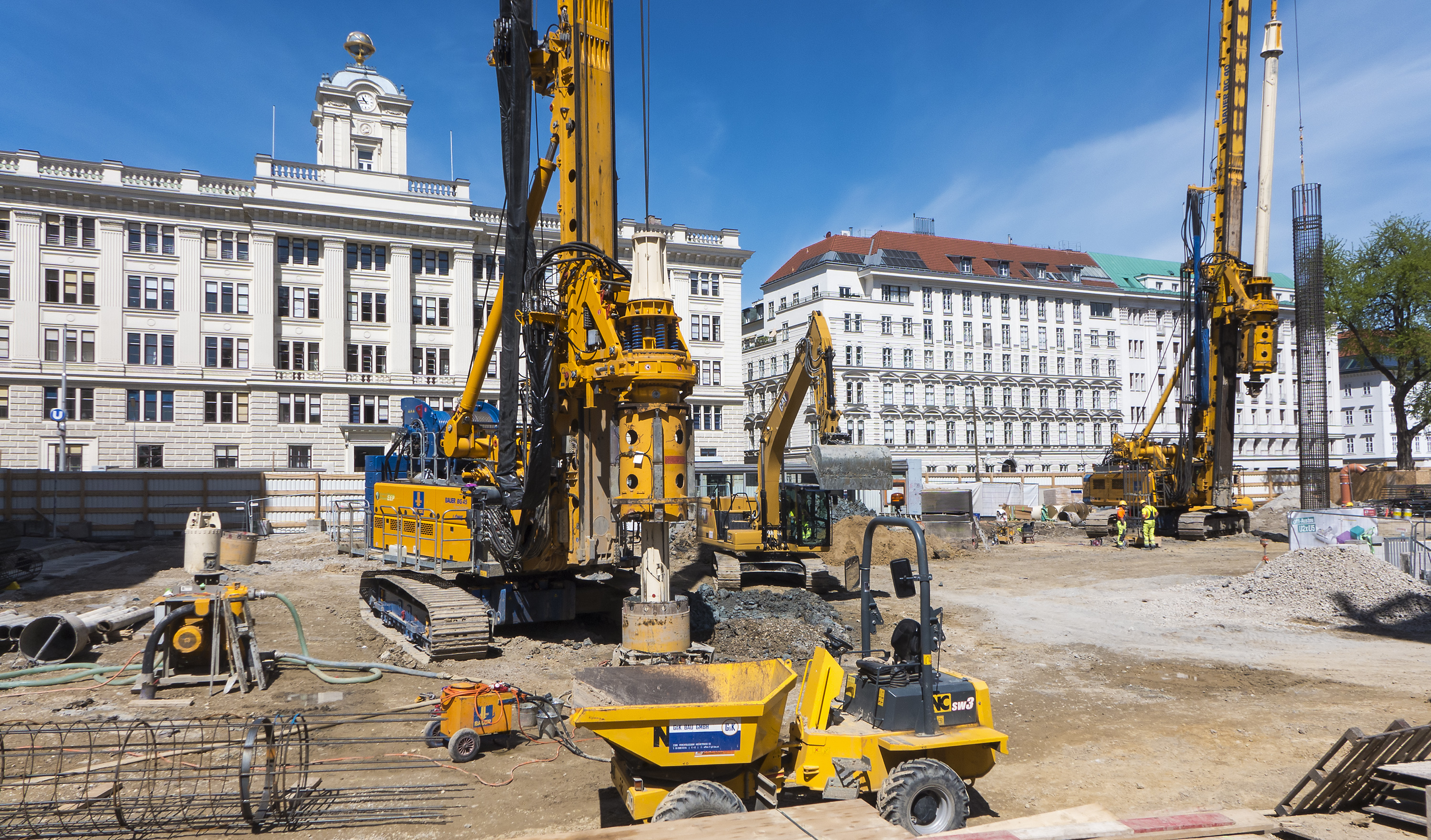
U5-Baustelle Rathaus (Friedrich-Schmidt-Platz, Mai 2021)

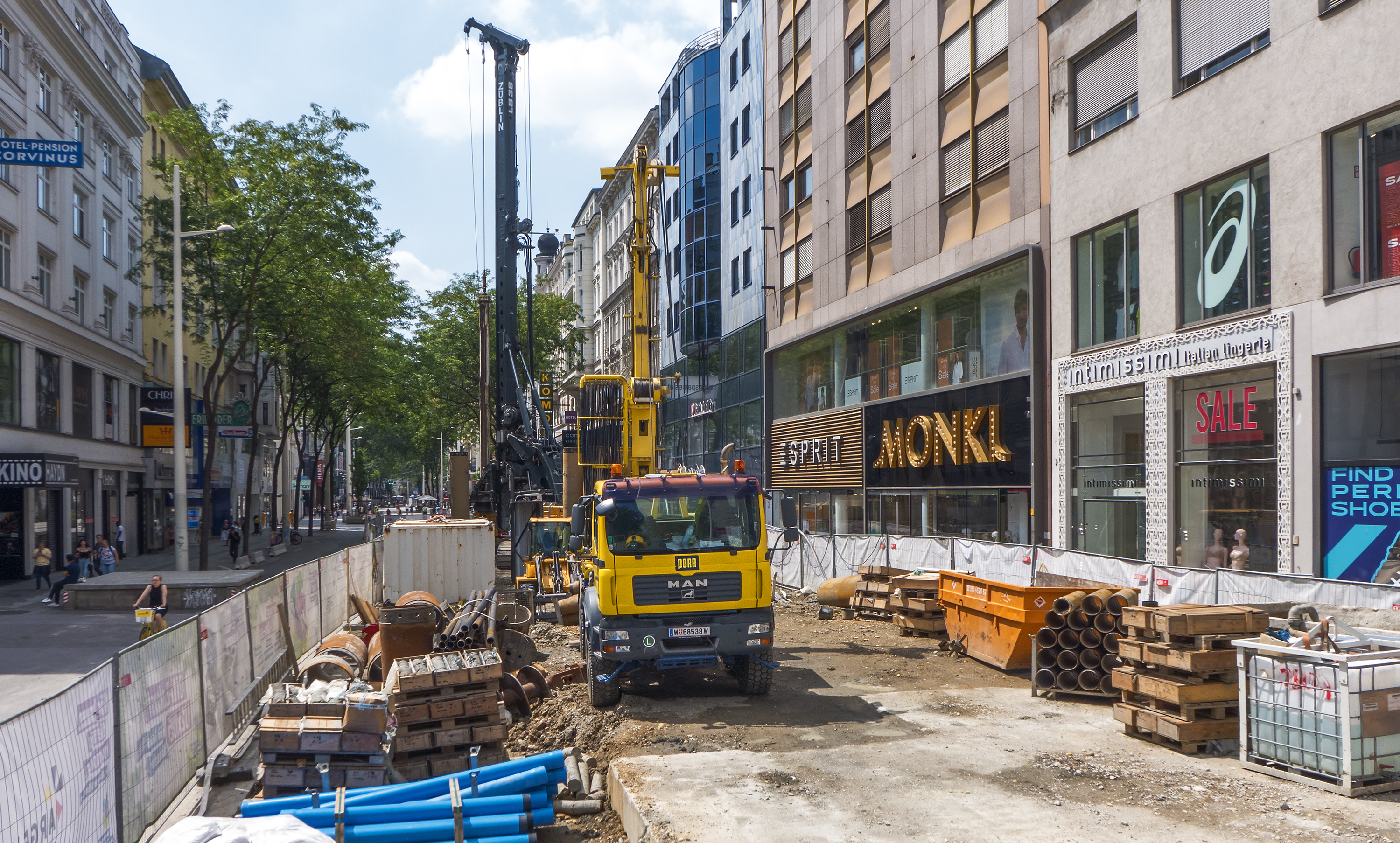
U2-Baustelle Neubaugasse (Mariahilfer Straße, Juli 2021)

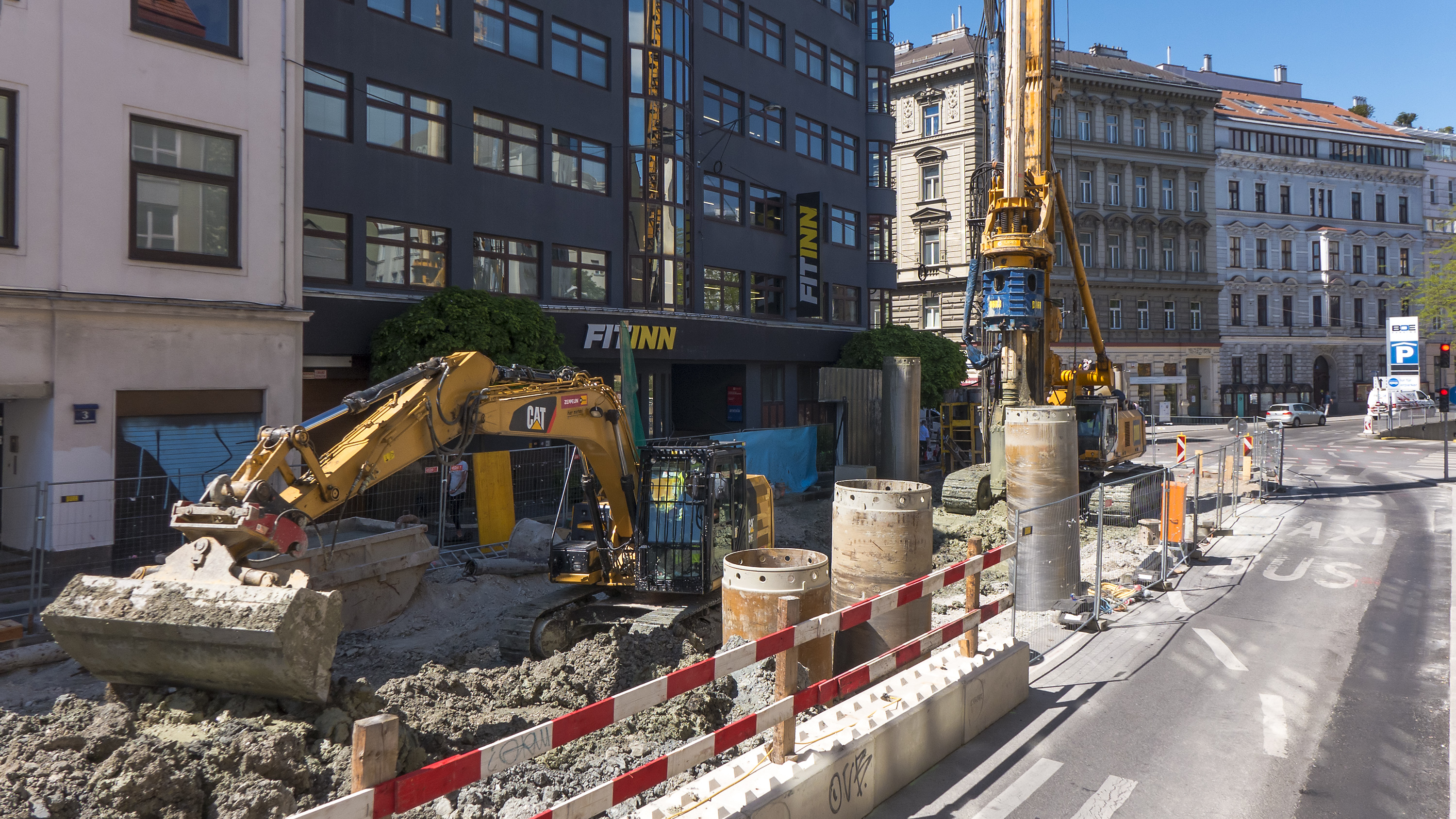
U2-Baustelle Pilgramgasse (Hofmühlgasse, Mai 2021)

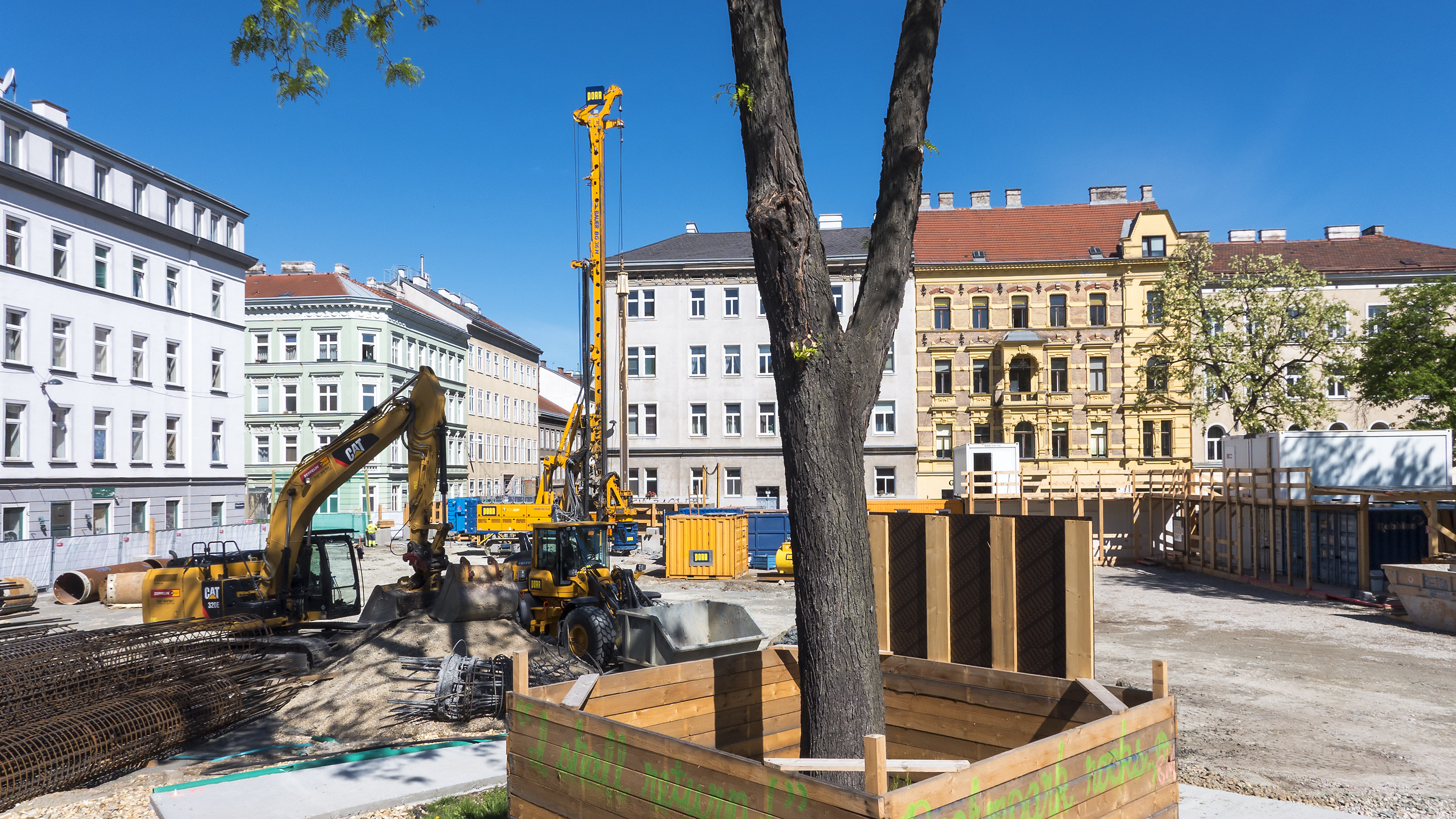
U2-Baustelle Reinprechtsdorfer Straße (Bacherplatz, Mai 2021)

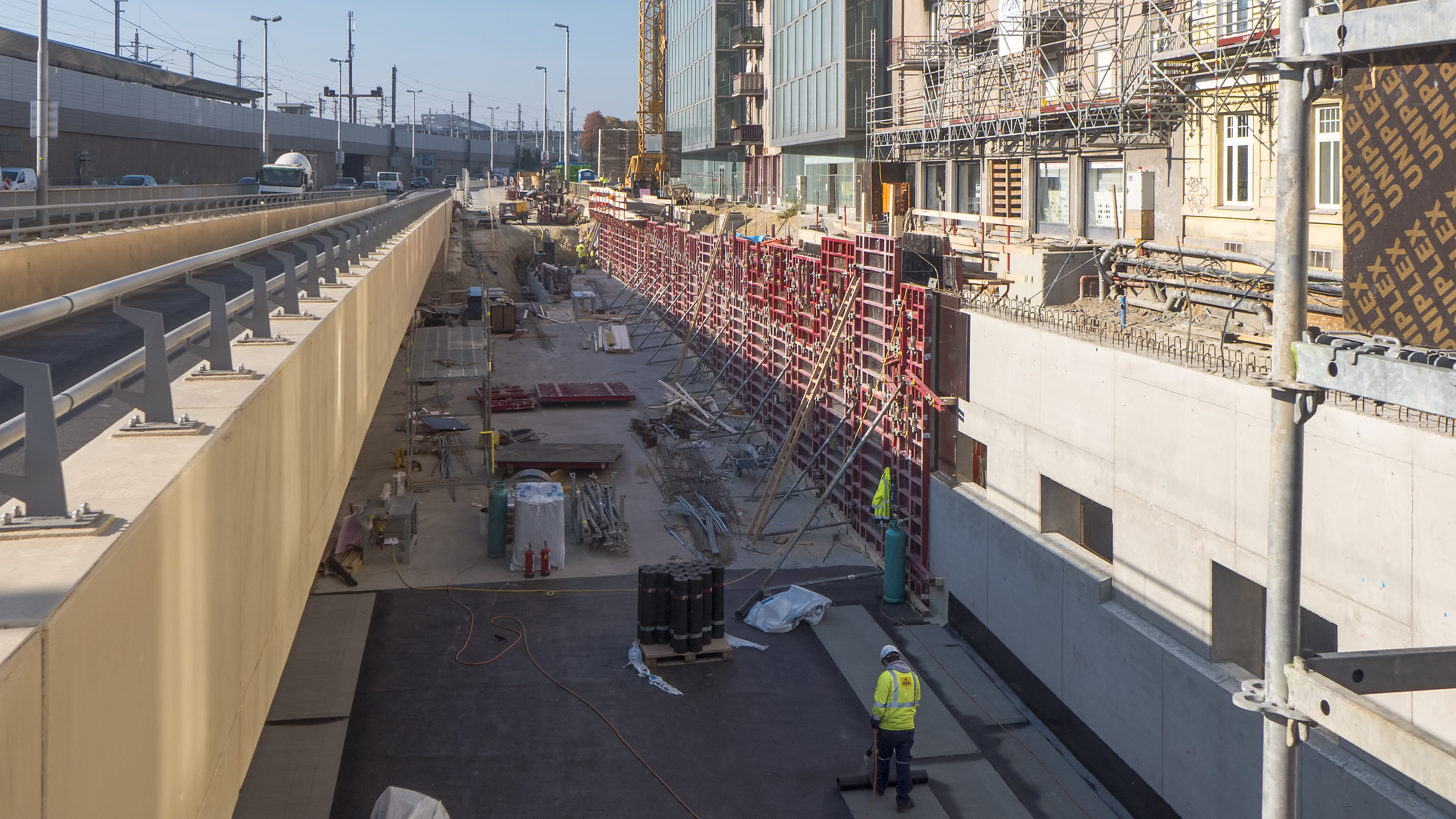
U2-Baustelle Matzleinsdorfer Platz (Oktober 2021)

Das Linienkreuz U2/U5 (Eigenschreibweise Linienkreuz U2xU5) ist ein in Bau befindliches Ausbauprojekt der U-Bahn Wien. Es sieht 12 neue Stationen, 9 km Strecke und die Schaffung einer neuen U-Bahn-Linie U5 vor. Das Projekt soll in zwei Ausbaustufen bis spätestens 2035 realisiert werden.
Die U2 wird, von der Seestadt Aspern kommend, ab der U-Bahn-Station Schottentor einen neuen Südast zum Wienerberg bekommen. Der bestehende Streckenabschnitt der U2 vom Karlsplatz zum Rathaus und eine Neubaustrecke weiter zum Bahnhof Hernals werden die Strecke der U5. Die U5 soll zur ersten vollautomatischen U-Bahn-Linie Wiens werden. Die Kosten für die erste Ausbaustufe belaufen sich auf ca. 2,1 Mrd. Euro. Insgesamt soll das ganze Projekt etwa 6 bis 7 Milliarden Euro kosten. Am 8. Oktober 2018 begannen die ersten Vorarbeiten, am 11. Jänner 2021 die Hauptarbeiten.

## Projektgegenstand
|  |  |

|  |  |

|  |  |

|  |  |

|  |  |

|  |  |

|  |  |

|  |  |

|  |  |

|  |  |

|  |  |

|  |  |

|  |  |

|  |  |

|  |  |

|  |  |

|  |  |

|  |  |

|  |  |

|  |  |

|  |  |

|  |  |

|  |  |

|  |  |

|  |  |

|  |  |

|  |  |

|  |  |

|  |  |

|  |  |

|  |  |

|  |  |

|  |  |

|  |  |

|  |  |

|  |  |

|  |  |

|  |  |

|  |  |

|  |  |

|  |  |

|  |  |

|  |  |

|  |  |

|  |  |

|  |  |

|  |  |

|  |  |

|  |  |

|  |  |

|  |  |

|  |  |

|  |  |

|  |  |

|  |  |

|  |  |

|  |  |

|  |  |

|  |  |

|  |  |

|  |  |

|  |  |

|  |  |

|  |  |

Gegenstand des Ausbauprojekts ist neben der Errichtung des Linienkreuzes bei der U-Bahn-Station Rathaus die Errichtung einer neuen Südstrecke der U2, die Errichtung einer neuen Nordstrecke für die neue U5 und die Adaptierung der bestehenden U2-Stationen vom Karlsplatz bis zum Rathaus für den auf der Linie U5 geplanten vollautomatischen Betrieb. Die Realisierung des Projekts erfolgt in zwei Teilen, wobei der erste Teil gegenwärtig im Rahmen der vierten Ausbaustufe der U-Bahn Wien errichtet wird und der zweite Teil für die fünfte Ausbaustufe angedacht ist.
Die für U2 und U5 neu zu bauenden Strecken sollen vollständig im Tunnel verlaufen. Die neu errichteten Stationen der U2 werden entsprechend dem bereits bei der Verlängerung der U2 zur Seestadt Aspern verwendeten Liniendesign der U2, die neu errichteten Stationen der U5 nach einem neuen, von YF Architekten und Franz&Sue Architekten entworfenen Liniendesign der U5 gestaltet.

### U2
Die U2 wird von der Seestadt kommend ab der Station Schottentor eine neue Strecke bekommen. Die erste Station nach der Station Schottentor wird die Station Rathaus sein, wo für die U2 neue Bahnsteige errichtet werden, da die bestehenden Bahnsteige der U5 dienen werden. Das derzeit von der U2 benutzte Gleis wird ein Betriebsgleis. Damit wird der bisher engste Bogen im Wiener U-Bahn-Netz für den Regelbetrieb wegfallen.
Nach dem Rathaus wird die nächste Station die U-Bahn-Station Neubaugasse sein, wobei die U2-Station in 35 Meter Tiefe unter der bestehenden Station der U3 errichtet wird. Von hier führt die neue Strecke auf direktem Weg zur U-Bahn-Station Pilgramgasse, wo eine Verknüpfung mit der U4 hergestellt wird. Hier werden neue Bahnsteige unter denen der U4 und unter dem Wienfluss errichtet. Die Strecke führt ab hier weiter südlich unter dem 5. Bezirk zur U-Bahn-Station Reinprechtsdorfer Straße. Ab hier verläuft die U2 dann zur S-Bahn-Station Matzleinsdorfer Platz.
Im zweiten Teil des Ausbauprojekts Linienkreuz U2/U5 soll die U2 von hier weiter südlich über die Station Gußriegelstraße zur neuen Endstation am Wienerberg verlängert werden.

### U5
Die neue U5 wird die bestehende Strecke der U2 vom Karlsplatz zum Rathaus übernehmen. Umsteigemöglichkeiten bestehen am Karlsplatz zur U1 und U4, am Volkstheater zur U3 sowie am Rathaus zur U2, die neue Bahnsteige unterhalb der derzeitigen bekommt. Ab der Station Rathaus erfolgt der Streckenneubau. Die U5 folgt der Landesgerichtsstraße bis zur neuen U-Bahn-Station Frankhplatz. Diese Station befindet sich mitten im Universitätsviertel und wird einen Umstieg zu den Straßenbahnlinien 43 und 44 ermöglichen. Die Station Frankhplatz wird einstweilen Endstation sein, da die weitere Strecke zum Bahnhof Hernals an der Vorortelinie (S45) zum zweiten Teil des Ausbauprojekts Linienkreuz U2/U5 gehört. Die U5 führt vom Frankhplatz in einem Linksbogen zur U-Bahn-Station Arne-Karlsson-Park an der Kreuzung von Währinger Straße und Spitalgasse, an der gegenwärtig sieben Straßenbahnlinien aufeinandertreffen. In einem weiteren Linksbogen wird die neue Kreuzungsstation Michelbeuern-AKH mit der U6 erreicht. Das Allgemeine Krankenhaus bekommt somit einen Anschluss an eine zweite U-Bahn-Linie. Von hier führt die U5 über den Elterleinplatz zu ihrer vorläufigen Endstation am Bahnhof Hernals.
Ursprünglich war für den zweiten Teil nur eine Streckenführung zum Elterleinplatz geplant, bei einer Pressekonferenz der Stadt Wien und der Wiener Linien am 17. Dezember 2020 wurde in den Raum gestellt, dass die U5 gleich bis zum Bahnhof Hernals verlängert werden könnte, was auch in den Vereinbarungen mit dem Bund so vorgesehen ist.
Die U5 soll die erste vollautomatische U-Bahn-Linie Wiens werden. Dazu wurden von den Wiener Linien neue U-Bahn-Züge (X-Wagen) bei Siemens bestellt. Aus Sicherheitsgründen werden auf der Strecke der U5, auch an den bereits bestehenden Stationen, Bahnsteigtüren errichtet. Diese öffnen und schließen sich zeitgleich mit den Türen des Zuges.

## Variantenuntersuchung
Untersucht wurden im Vorfeld mehrere Varianten der Linienführungen der Verlängerung der U2 und der neuen U5. Dies vor allem mit der grundsätzlichen Frage, ob die beiden Linien als Tangentenlösung oder als Linienkreuz, jeweils mit der Verknüpfung bei der Station Rathaus, geführt werden sollen.
Um die stark belastete Straßenbahnlinie 43 zu entlasten, sollte eine U-Bahn-Strecke vom Stadtzentrum nach Hernals errichtet werden. Weitere Möglichkeiten, die Straßenbahnlinie 43 zu verstärken, bestehen nicht, da sich die Züge gegenseitig behindern würden. Daher bleibt nur eine Entlastung durch eine U-Bahn-Strecke. Diese soll zwischen den Linien U3 (Ottakring) und U4 (Döbling) verkehren.
Die U6 und die Buslinie 13A sollen mit einer neuen U-Bahn-Linie entlastet werden. Die neue Strecke soll zwischen U6 und U1 parallel dazu verlaufen.
Die neu zu errichtenden Streckenäste (Hernals und Favoriten) sind nur durch eine zusätzliche U-Bahn-Linie verknüpfbar. Daher wurde eine neue Linie U5 vorgesehen. Die Verknüpfung kann auf zwei Arten erfolgen, über ein Linienkreuz oder in Form einer Tangentenlösung.
Bei der Tangentenlösung würde die neue U5 beide neuen Streckenäste bedienen. Die U2 bliebe in ihrer bisherigen Form erhalten. Die Verknüpfung der beiden Linien würde an einem U-Bahnhof am Ring oder über mehrere Verknüpfungspunkte erfolgen, wenn die neue Strecke in den ersten Bezirk hineingezogen werden würde. Die Linie U5 würde somit vom Westen in den Süden führen.
Bei der Kreuzungslösung würden die Linien U2 und U5 bei einer Station am Ring die Streckenäste tauschen.
Im Zuge der Untersuchung stellte sich die Kreuzungslösung als bessere Variante heraus. Aufgrund der kreuzenden Linien entstehen neue Direktverbindungen und die hochbelastete Station Schottentor wird um ein Drittel entlastet. Die Tangentenlösung wäre zwar einfacher auszuführen, jedoch würden dadurch weniger Direktverbindungen entstehen.

### Linienführung U5
In der Voruntersuchung fiel die Wahl auf die Kreuzungslösung. Ebenso stellte sich die Frage, ob das Linienkreuz bei der bestehenden U2-Station Rathaus oder bei einer neu errichteten Station Frankhplatz liegen soll. Der Frankhplatz hätte den Vorteil, dass diese Station komplett neu gebaut wird, und somit wäre die Station weniger kompliziert herzustellen, als die bestehende Station Rathaus zu erweitern. Diese Variante hat aber den Nachteil, dass die U2 ab dem Schottentor nach Westen geleitet werden müsste und somit die U2 einen großen Umweg fahren müsste. Eine Verknüpfung bei der Station Rathaus bringt für mehr Fahrgäste mehr Komfort. Die Wahl fiel somit auf die Station Rathaus als Verknüpfungspunkt.
Vom Rathaus zum Gürtel (U6) hätte die Trassierung der U5 über zwei Varianten erfolgen können. Die U5 könnte bei der U-Bahn-Station Alser Straße oder bei der Station Michelbeuern mit der U6 verknüpft werden. Die Führung über die Lazarettgasse und die Alser Straße hätte zwar den Vorteil, dass sie kürzer ist, jedoch steht das Stationsgebäude der Station Alser Straße unter Denkmalschutz. Eine Verknüpfung kann hier also nur indirekt über das Straßenniveau erfolgen. Eine Führung über den Arne-Karlsson-Park und das AKH hat den Vorteil, dass bei der Spitalgasse die Straßenbahnen der Währinger Straße direkt an die U-Bahn angeschlossen werden können und die Station Michelbeuern-AKH einfacher zu erweitern ist. Des Weiteren wird das Allgemeine Krankenhaus der Stadt Wien (AKH), eines der größten Krankenhäuser Europas, mit einer zweiten U-Bahn-Linie angebunden.
Der Elterleinplatz befindet sich genau im Bezirkszentrum von Hernals. Hier gibt es Umstiegsmöglichkeiten zu den Straßenbahnlinien 9, 43 und 44. Die stark ausgelastete Straßenbahnlinie 43 kann somit entlastet werden. Als nächste Station käme der Bahnhof Hernals in Betracht, wo eine Umsteigemöglichkeit zur Vorortelinie (S45) entstehen würde.
In weiterer Folge könnte die U5 dann von Hernals bis nach Dornbach verlängert werden.

### Linienführung U2
Die U2 verläuft vom Rathaus über die Neubaugasse (U3) bis zur Pilgramgasse (U4). Von hier wurden mehrere Varianten untersucht. Die U2 kann mit der S-Bahn-Stammstrecke entweder am Hauptbahnhof, am Matzleinsdorfer Platz oder beim Bahnhof Meidling verknüpft werden.
Für die Variante Hauptbahnhof sprechen die niedrigen Baukosten und der Anschluss an den Fernverkehr. Dagegen spricht, dass das Gebiet bereits sehr gut an den öffentlichen Verkehr angeschlossen ist und der Hauptbahnhof gerade erst gebaut wurde, weshalb man eine neuerliche Baustelle eher vermeiden will. Des Weiteren kann die U6 nicht entlastet werden.
Die Variante Meidling hätte den Vorteil eines Anschlusses an den Fernverkehr und die größte Entlastung der U6; jedoch ist eine weitere Verlängerung über Meidling hinaus nicht mehr sinnvoll, da hier die Bevölkerungsdichte sehr gering ist und Parallelführungen zur Verbindungsbahn und Südbahn entstehen würden.
Die Variante Matzleinsdorfer Platz bietet die Möglichkeit, den 10. Bezirk über den Gürtel zu erschließen. Ab hier bieten sich zwei weitere Streckenführungen an. Ab dem Matzleinsdorfer Platz könnte die Raxstraße angefahren werden oder der Wienerberg. Beide Varianten würden den 10. Bezirk sehr gut anbinden. Die Führung zur Raxstraße hätte das beste Kosten-Nutzen-Verhältnis. Bei der Raxstraße gibt es aber kaum städtebauliche Möglichkeiten. Die Verlängerung zum Wienerberg hätte die Vorteile, dass der Wienerberg mit seinen Hochhäusern direkt ans U-Bahn-Netz angeschlossen wäre. Des Weiteren sind hier städtebauliche Möglichkeiten vorhanden. Die Wienerberg-Tangente kann so auch homogener ausgelastet werden. Weiters wird die U6 besser entlastet. Die U2 kann so auch später noch nach Süden Richtung Inzersdorf verlängert werden. Die Wahl fiel somit auf den Wienerberg.

### Verkehrswirkung der gewählten Variante
Ein Drittel aller Fahrgäste im Wiener Öffis-Netz sind im Bereich der westlichen Innenstadt unterwegs, im Einzugsbereich der U6, U3, U4, U1, sowie der Linien 43, 6 und 18 und 13A. Diese stark frequentierten Linien werden durch die U2 und U5 entlastet. Zusätzlich ergeben sich verkürzte Reisezeiten für Fahrgäste. Zum Beispiel sind Fahrgäste von der U5 Elterleinplatz in fünf Minuten beim Karlsplatz – doppelt so schnell wie heute. Von der Station Neubaugasse gelangt man in rund drei Minuten zum Schottentor – dreimal so schnell wie heute. Durch die Schaffung von mehreren U-Bahn-Knoten-Stationen wird umsteigen erleichtert und der Verkehrsfluss verbessert. Insgesamt wird durch das Linienkreuz die Gesamtkapazität des öffentlichen Verkehrsnetzes in Wien um 300 Millionen erhöht, also um zirka ein Drittel.

### Finanzierung und Aufteilung auf die Ausbaustufen
Über die Finanzierung des Linienkreuzes U2/U5 im Rahmen der vierten und der fünften Ausbaustufe der Wiener U-Bahn haben der Bund und die Stadt Wien im Dezember 2022 ein Abkommen abgeschlossen. Wegen seiner Größe wurde das Projekt in zwei Teile geteilt, wobei der erste Teil noch im Rahmen der vierten Ausbaustufe der Wiener U-Bahn errichtet wird. Der erste Teil wird bereits im Rahmen der vierten Ausbaustufe der Wiener U-Bahn realisiert, teilweise noch mit Geldmitteln aus früheren Vereinbarungen zwischen Bund und Stadt Wien. In diesem ersten Teil wird die U2 zum Matzleinsdorfer Platz und die U5 zum Frankhplatz errichtet. Dadurch kann die U6 sehr früh im mittleren Bereich entlastet werden. Da die U2 ab dem Rathaus auf einer neuen Strecke unterwegs sein wird, muss der Abschnitt vom Karlsplatz zum Rathaus auch sinnvoll weiterbetrieben werden. Daher wird die U5 zumindest um eine Station vom Rathaus zum Frankhplatz verlängert. Dadurch entstehen gleich in der ersten Baustufe Umsteigemöglichkeiten zu den Straßenbahnlinien 43 und 44. Die anderen geplanten Streckenteile sollen im Rahmen der fünften Ausbaustufe der Wiener U-Bahn errichtet werden.

## Bau
Die Details zu den Baudaten:

### Baubeginn
Der offizielle Spatenstich fand am 8. Oktober 2018 am Matzleinsdorfer Platz statt. Hier wird ein 65 m langer, 35 m breiter und 35 m tiefer Schacht hergestellt, der später der Ausgangspunkt der Tunnelbohrmaschine sein soll. Die Tunnelbohrmaschine wird sich vom Matzleinsdorfer Platz bis zum Augustinplatz graben. Am Augustinplatz wird sie dann zerlegt, zur Oberfläche gebracht und abtransportiert. Der Startschacht wird später in das Stationsgebäude integriert. Die Wahl des Standortes am Matzleinsdorfer Platz hat den Vorteil, dass das gesamte Ausbruchsmaterial zum Schacht transportiert und von dort abtransportiert werden kann. Es können somit 20.000 LKW-Fahrten im innerstädtischen Bereich vermieden werden.
Ebenfalls im Oktober 2018 begannen auch die Bauarbeiten bei der Pilgramgasse, wo eine 2000 m² große Arbeitsplattform über dem Wienfluss errichtet wurde.
Im Zuge der Modernisierung der U4 (NEU4) und der damit verbundenen Totalsperre im Sommer 2019 zwischen den U-Bahn-Stationen Längenfeldgasse und Karlsplatz wurden bei der Station Pilgramgasse bereits Vorarbeiten für das Linienkreuz mit der U2 realisiert. Für diese Vorarbeiten wurde die Station Pilgramgasse ein Jahr lang nicht mehr angefahren. Während der Totalsperre wurde das südliche Stationsgebäude komplett abgetragen und neu aufgebaut, um hier später die U2 darunter errichten zu können. Seit dem 31. Jänner 2020 wird die Station wieder von der U4 angefahren.
Baubeginn für die Hauptbauarbeiten war der 11. Jänner 2021 bei den Stationen Frankhplatz und Rathaus.

### Baumethoden
Bei dem Projekt kommen drei verschiedene Baumethoden zum Einsatz. Die Streckentunnel werden überwiegend mit einer Tunnelbohrmaschine ausgebrochen. Nur der Abschnitt vom Augustinplatz zum Schottentor wird mit der Neuen Österreichischen Tunnelbaumethode (NÖT) errichtet. Die Stationstunnel werden ebenfalls mit der NÖT ausgebrochen. Im Bereich der Stationseingänge und der Streckenabschnitt vom Rathaus zum Frankhplatz wird in offener Bauweise erstellt. Die Tunnelbohrmaschine trägt den Namen Debohra.
Im März 2025 wurde bekanntgegeben, dass die Tunnelbohrmaschine die zukünftige Station Pilgramgasse erreicht hat. Im Juli 2025 erreichte die Tunnelbohrmaschine den Augustinplatz, womit die erste Tunnelröhre fertiggestellt wurde. Die zweite Tunnelröhre wird ab dem Herbst 2025 hergestellt.

### Bauzeit
Ende 2026 wird nach rund sechsjähriger Bauzeit die U5 ihren Betrieb zwischen Karlsplatz und Frankhplatz aufnehmen. Die U2 folgt dann voraussichtlich vier Jahre später. Die längere Bauzeit der U2-Strecke hat vor allem mit den komplizierteren Eigenschaften der Strecke zu tun. Es entstehen viele neue Verknüpfungspunkte entlang der Strecke. Dabei muss immer eine bereits existierende Station unterbaut und erweitert werden. Die neuen Bahnsteige befinden sich in einer sehr großen Tiefe (30–35 m), was die Arbeiten zusätzlich erschwert.

### Verzögerungen
Ursprünglich war geplant, die erste Ausbaustufe der Linie U5 im Jahr 2023 und den Streckenast der Linie U2 zum Matzleinsdorfer Platz im Jahr 2025 in Betrieb zu nehmen. Aufgrund der EU-Ratspräsidentschaft Österreichs im ersten Halbjahr 2018 wurde der Zeitplan um ein Jahr nach hinten verschoben, da während der Ratspräsidentschaft wichtige Straßenachsen von Baustellen freigehalten werden sollten. Die Linie U5 wäre somit 2024 und die U2 2026 in Betrieb gegangen. Der im Rahmen der fünften Ausbaustufe zu errichtende zweite Teil der U5 hätte 2026 fertiggestellt werden können, jener der U2 2028.
Ende des Jahres 2018 wurde bekannt, dass sich der Fertigstellungstermin des Linienkreuzes um ein weiteres Jahr verzögern werde. Grund dafür sei die zu gute Auftragslage der Bauunternehmen, die sich in den Angeboten widerspiegelten und für die Wiener Linien zu hoch waren. Deswegen entschieden die Wiener Linien, die Ausschreibung zu wiederholen und den Bauunternehmen in der Hoffnung, dass dadurch die Angebote billiger werden, mehr „Freiheiten“ zu gewähren.
Am 17. Dezember 2020 wurde bekannt, dass die Inbetriebnahme der U5 auf Ende 2026 verschoben wird. Die U2 wird dann ab dem Jahr 2028 auf ihrer neuen Strecke unterwegs sein.
Im August 2024 wurde bekannt, dass sich die Inbetriebnahme der neuen Strecke der U2 um zwei weitere Jahre verzögern und somit erst 2030 erfolgen werde. Die U5 solle weiterhin planmäßig 2026 in Betrieb gehen.

## Finanzierung
Für beide Teile des Projekts insgesamt wurde im Jahr 2018 mit Kosten von 2 Mrd. Euro gerechnet. Dabei hätten laut ersten, groben Schätzungen der MA18-Stadtentwicklung für den ersten und den zweiten Teil jeweils 1 Mrd. Euro ausgeben werden sollen. Die Kosten werden traditionell zu gleichen Teilen zwischen dem Bund und der Stadt Wien aufgeteilt. Die Finanzierung des zur vierten Ausbaustufe der Wiener U-Bahn gehörenden ersten Teils ist bereits vereinbart, für den zweiten Teil gibt es eine solche Vereinbarung noch nicht.
Im Oktober 2019 wurden Gerüchte laut, dass sich die Gesamtkosten der ersten Ausbaustufe um 200 Mio. Euro erhöhen könnten. Von den Wiener Linien und der Stadt Wien hieß es dazu, dass man hier erst genauere Informationen geben könne, wenn die neu ausgeschriebenen Angebote der Baufirmen eintreffen würden.
Am 17. Dezember 2020 wurde bekannt, dass sich die Kosten für die erste Ausbaustufe auf 2,1 Mrd. Euro erhöhen werden. Mit der Neuausschreibung der Arbeiten konnten die Wiener Linien 200 Mio. Euro sparen.

## Zusätzliche Änderungen im Netz der Wiener Linien

### Neue Straßenbahn zum Wienerberg
Rechtzeitig mit der Fertigstellung der Linie U2 zum Wienerberg zwischen 2032 und 2035 soll die Buslinie 15A auf Straßenbahnbetrieb umgestellt werden. Diese neue Linie 15 würde dann als Tangentiallinie von der U-Bahn-Station Altes Landgut (U1), über den Wienerberg (U2) bis zum Bahnhof Meidling (Fernverkehr, S-Bahn, U6) verkehren.

### Buslinie 48A
Die Buslinie 48A soll einen neuen Halt bei der Station Rathaus bekommen.

## Infocenter Volkstheater
Ab Ende des Jahres 2016 wurde in der U-Bahn-Station Volkstheater ein 700 m² großes Infocenter zum Projekt eingerichtet. Neben Plänen und anderen Informationen zum Projekt ist auch ein 1:1-Modell eines Ausschnittes einer neuen U5-Station nachgebildet worden. Auch ein Simulator einer Tunnelbohrmaschine wird hier ausgestellt. Die Planung einer fiktiven U-Bahn-Linie U7 kann ebenfalls erprobt werden.

## Kritik
Es wird bemängelt, dass die U-Bahn im bereits sehr gut erschlossenen Stadtzentrum ausgebaut und der Stadtrand vernachlässigt wird, obwohl gerade dort eine Verbesserung des Angebotes an öffentlichen Verkehrsmitteln dringend notwendig wäre. Es müssten die bereits stark belasteten Linien 13A, 6, U6 und U3 entlastet werden, damit die sehr stark wachsende Stadt Wien, welche in den nächsten Jahren wahrscheinlich über 2 Millionen Einwohner haben wird, nicht im Verkehrschaos versinke. Es sei notwendig, das Netz im Zentrum zu stärken und dann nach außen zu erweitern. U-Bahn-Ausbau und Ausbau des Straßenbahnnetzes widersprechen einander nicht, denn aktuell werden die Verlängerungen folgender Straßenbahnen durch die Wiener Stadtentwicklung geprüft:
- Ab 2023: Die neue Straßenbahnlinie 12 soll das Stadtentwicklungsgebiet Nordwestbahnhof mit dem Nordbahnhof verbinden und beide Entwicklungsgebiete optimal mit den U-Bahnen (U1 Vorgartenstraße, U4 Friedensbrücke) und S-Bahnen (Traisengasse und Franz-Josefs-Bahnhof) verknüpfen. In der 1. Baustufe soll zunächst das Teilstück im Nordbahnviertel zwischen der Haltestelle Rebhanngasse und der U1-Station Vorgartenstraße umgesetzt werden. Die Realisierung der 2. Baustufe zwischen den Stationen Rauscherstraße und Traisengasse erfolgt je nach Fortschritt der Stadtentwicklung am Nordwestbahnhof.
- Ab 2023: Die neue Straßenbahnlinie 27 erschließt die Stadtentwicklungsgebiete Berresgasse und Heidjöchl auf einem neuen Streckenabschnitt ab Pirquetgasse bis zur Station Aspern Nord (U2, S-Bahn).
- Ab 2024: Die Straßenbahnlinie 25 wird durch die Seestadt Aspern bis zur Station Aspern Nord (U2, S-Bahn) verlängert. So sollen alle Teile der Seestadt optimal angebunden und das neue Stadtteilzentrum in der Seestadt mit den umliegenden Gebieten verbunden werden.
- Ab 2025: Die Donaufeldtangente erschließt das Stadtentwicklungsgebiet Donaufeld und bindet es an Kagran (U1) und Floridsdorf (U6, S-Bahn) an.
- Ab 2025: Die Straßenbahnlinie 67 soll bis zur Bitterlichstraße (Siedlung Südost) geführt werden, um die Stadtentwicklungsgebiete Monte Laa und Violapark optimal an den öffentlichen Verkehr anzubinden. Bei entsprechender Stadtentwicklung soll die Straßenbahnlinie bis zur Filmteichstraße verlängert werden.
- Ab 2030: Gemeinsam mit der U2-Verlängerung bis Wienerberg soll die Bustrasse zur Straßenbahn Wienerbergtangente umgebaut werden[19].